# Városmajori Kós Károly Általános Iskola
A Városmajori Kós Károly Általános Iskola, korábban Városmajor utcai Elemi iskola egy budapesti oktatási intézmény, épületcsoportja műemléki védelem alatt áll.

## Története
Az iskola 1910 augusztusa és 1911 novembere között épült Kós Károly és Györgyi Dénes építész tervei szerint a Bárczy István kislakás- és iskolaépítési programja keretében. A kivitelező Drumka József volt, a festményeket Sidló Ferenc készítette. Az iskola bútorzatát Menyhért Miklós tervezte. Az iskolához óvoda is épült, és a megnyitáskor 332 tanuló (külön leány- és fiúosztályokban) és 30 óvodás számára biztosított foglalkozási lehetőséget.
Az első világháború idején, 1914 és 1916 között az iskola hadikórházként működött. A második világháború alatt, 1944-ben az épület sérüléseket szenvedett, és egy részét ismét kórházként használták. 1971–1973-ban gázfűtésre tértek át, és kisebb rekonstrukciókat is végeztek az épületen. 
Az iskola napjainkban Városmajori Kós Károly Általános Iskola néven működik. Az iskola 1986-tól viseli Kós Károly nevét. Az épület műemléki rekonstrukciója 1999-ben zajlott.
Az iskola épülete nagyfokú hasonlóságot mutat az ugyanebben az időben Zrumeczky Dezső által tervezett Áldás Utcai Általános Iskola épületével.

## Képtár

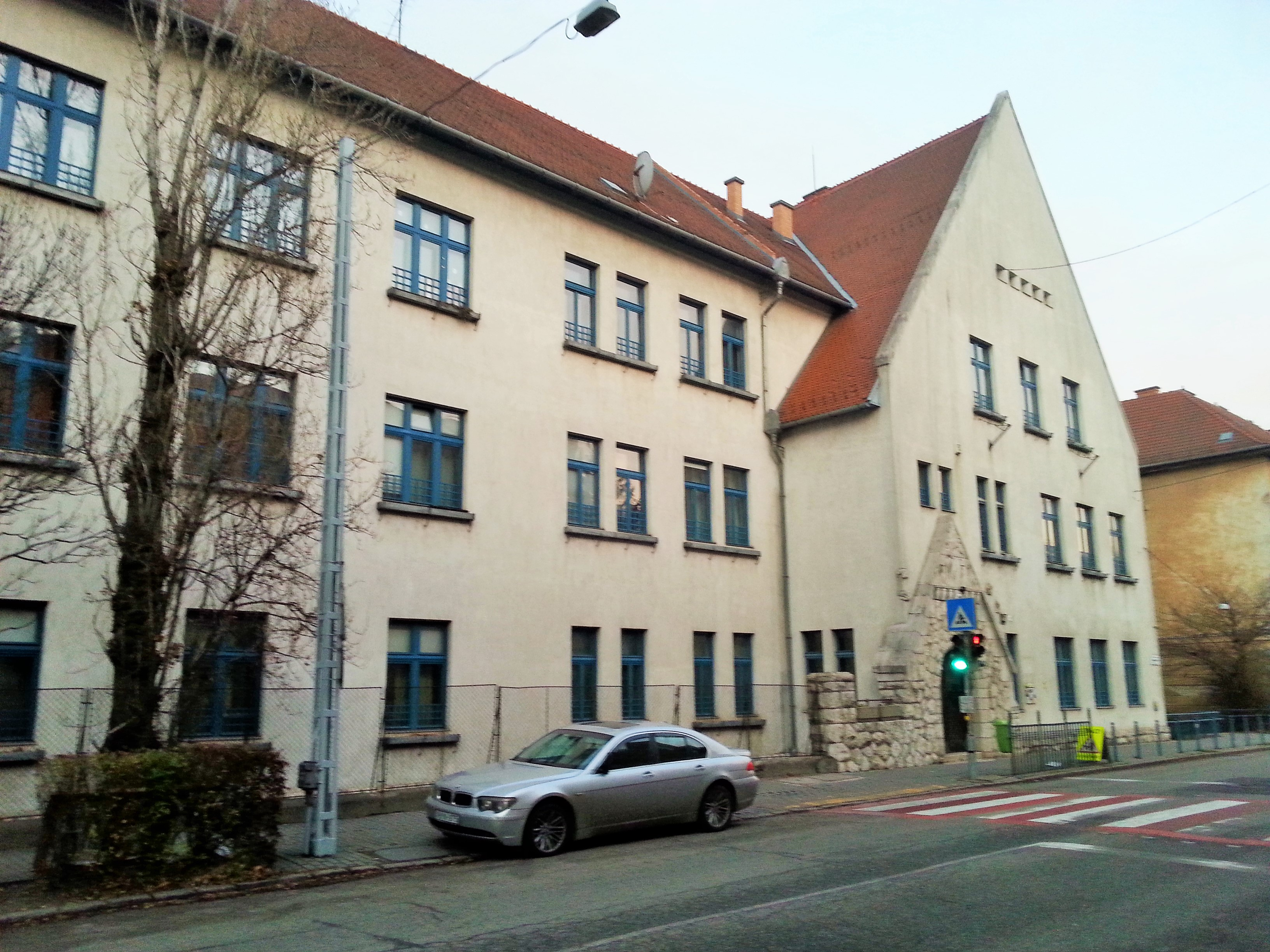
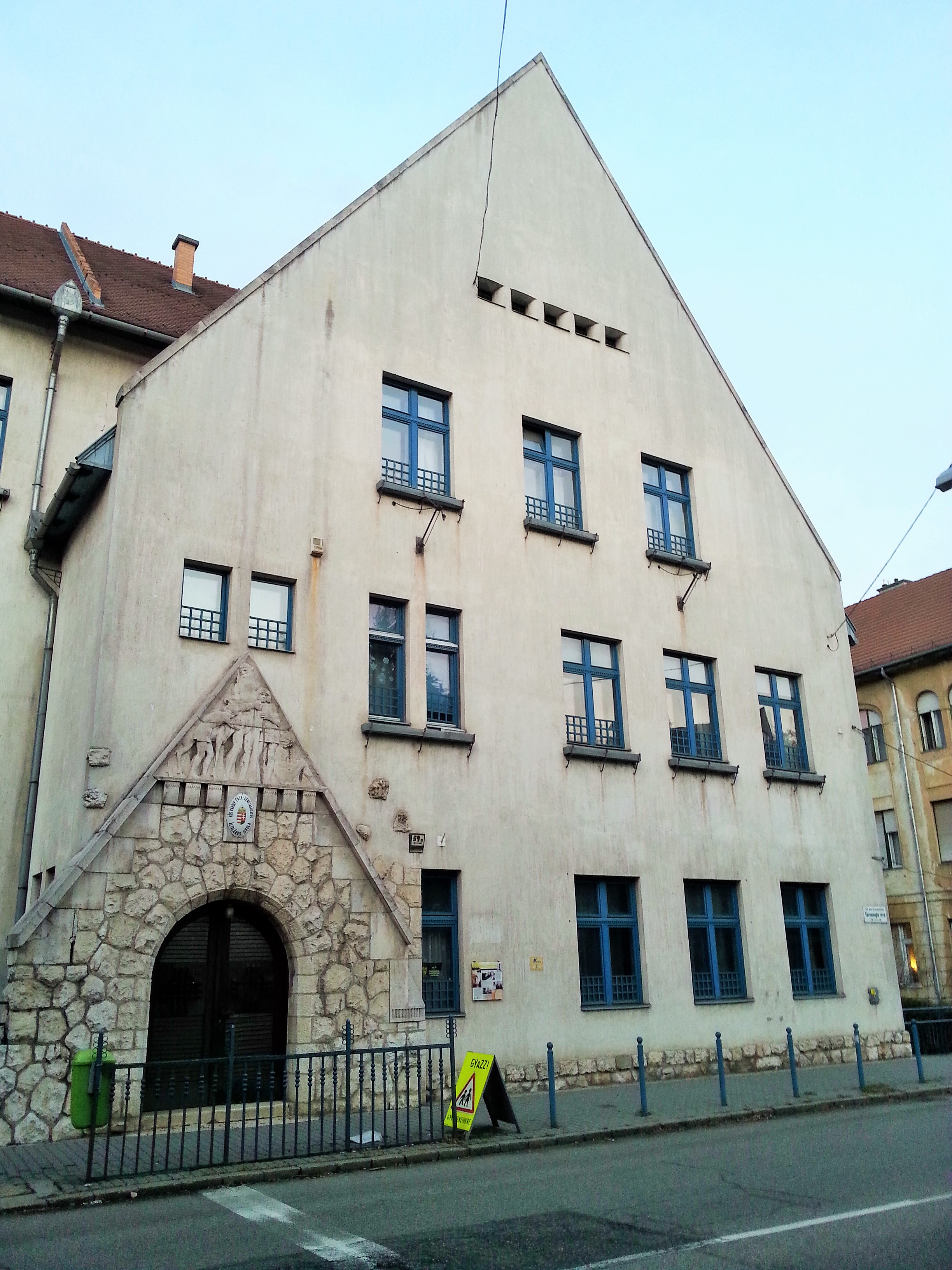
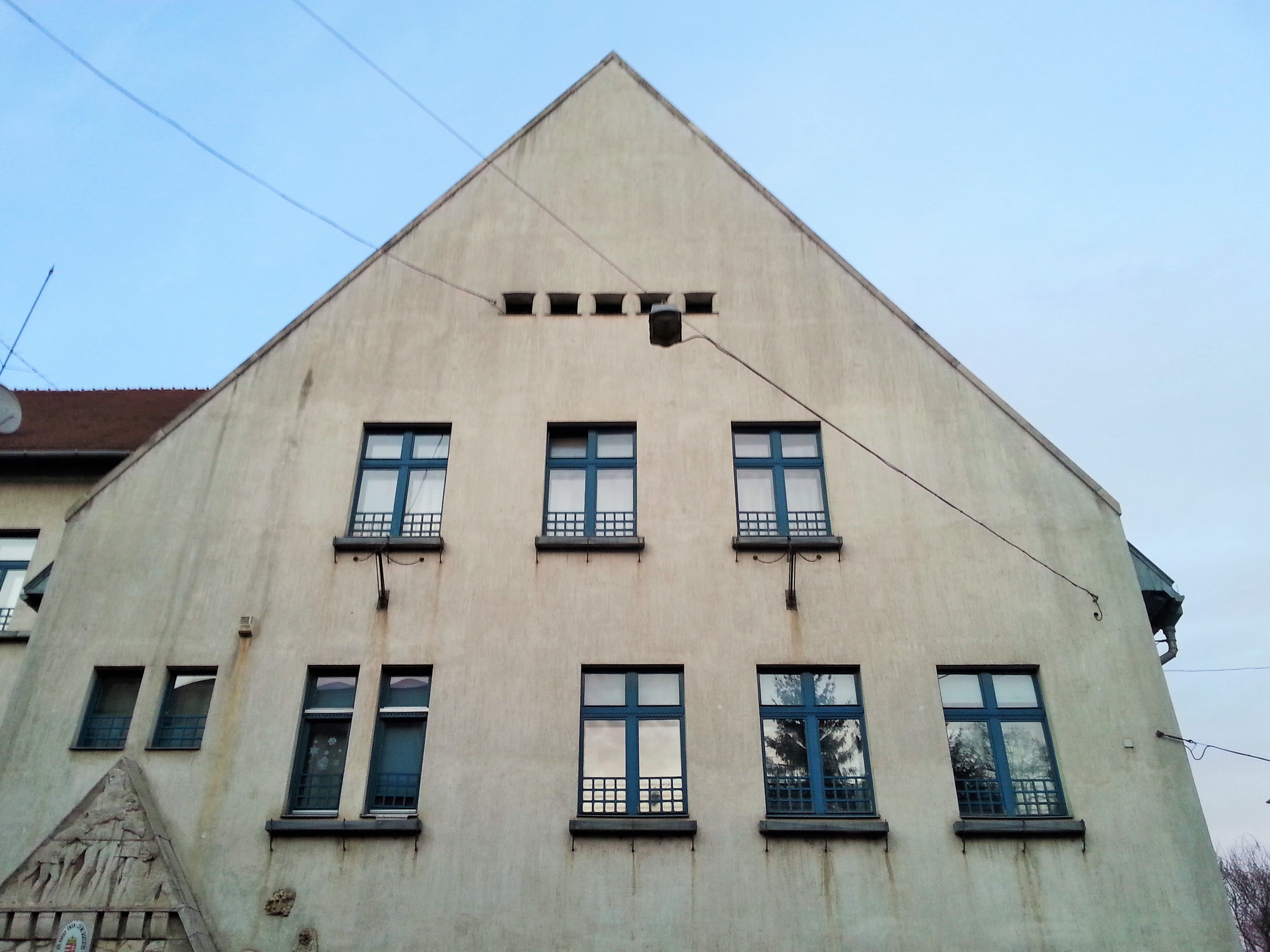
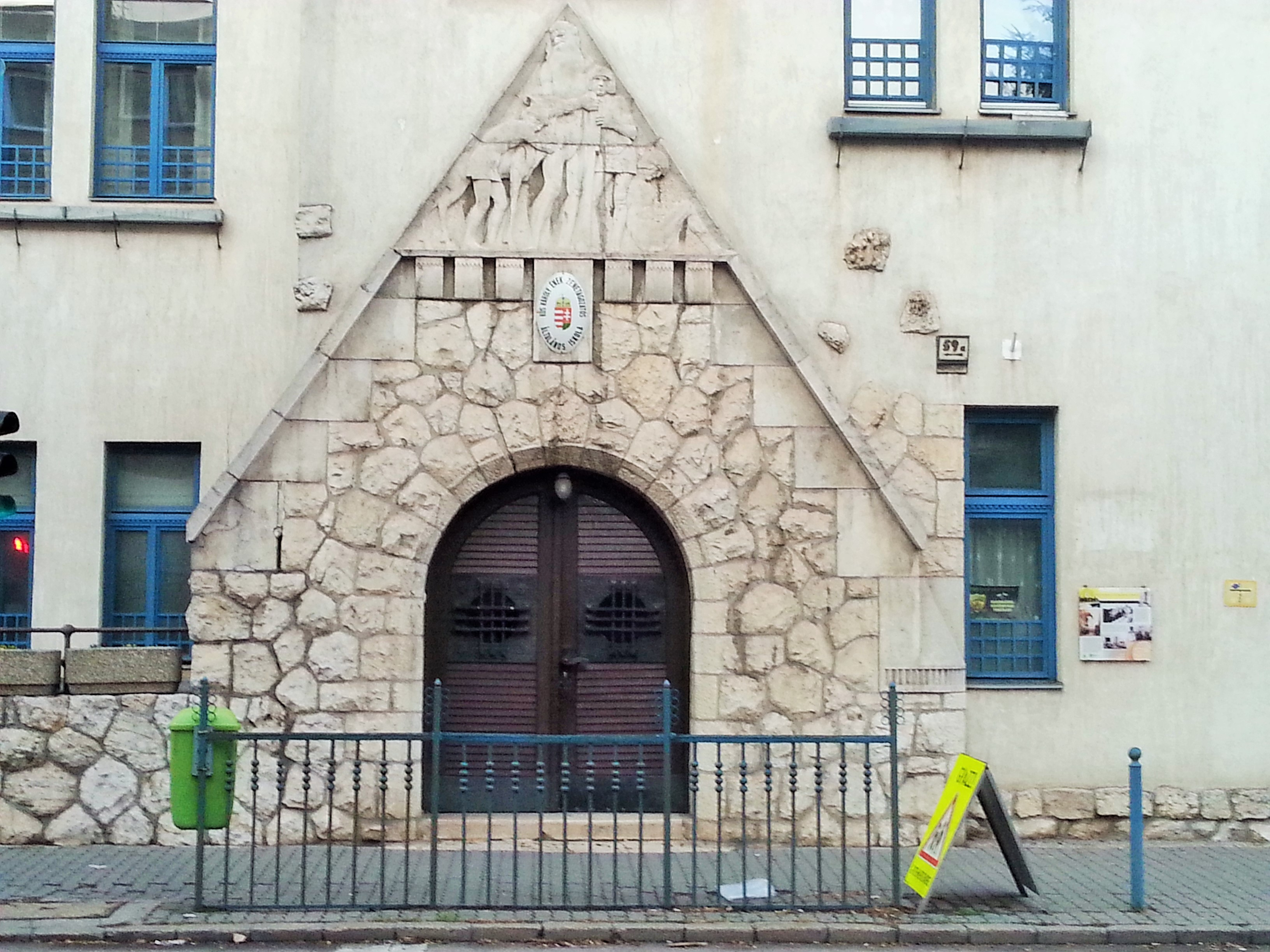
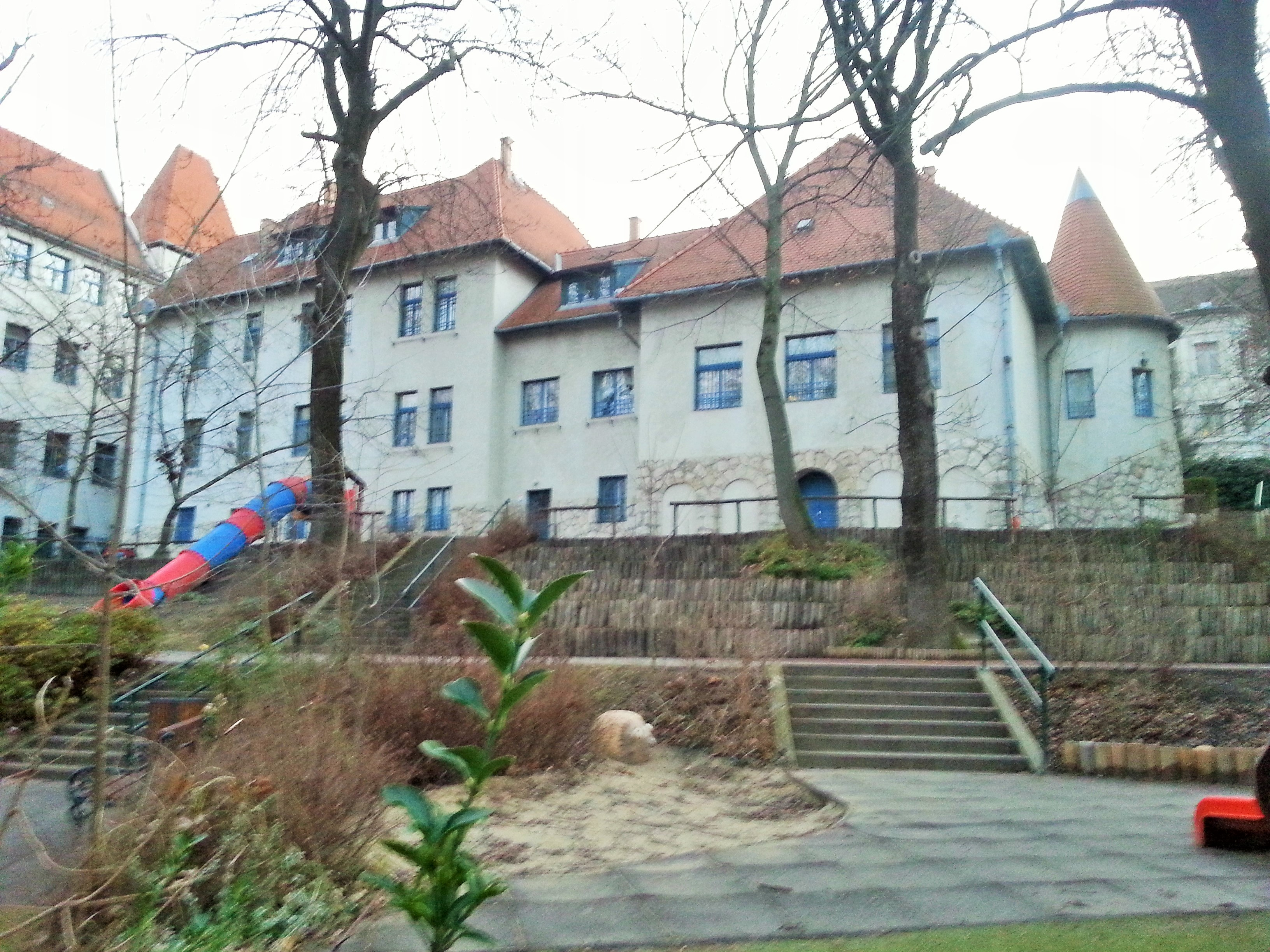
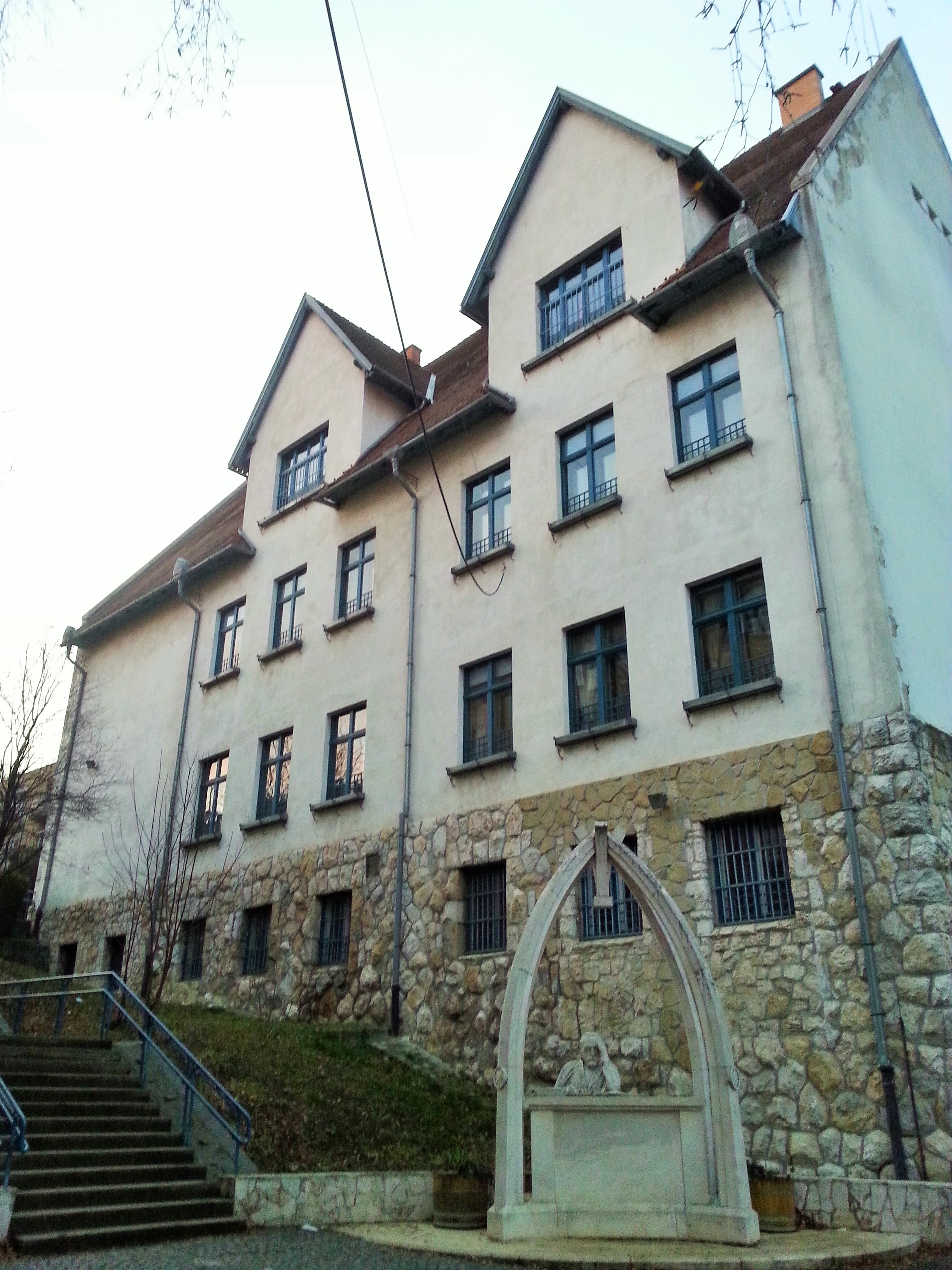
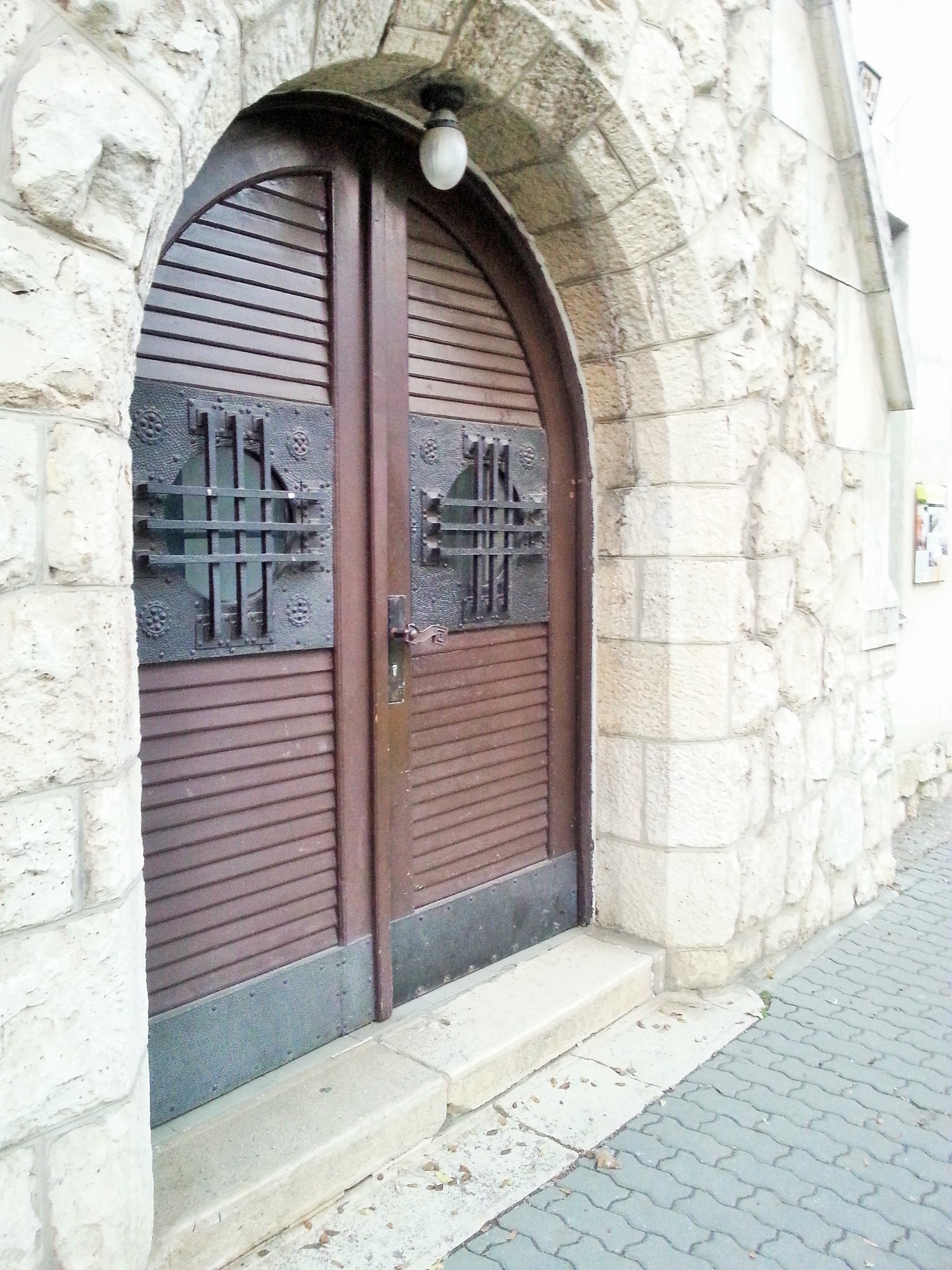
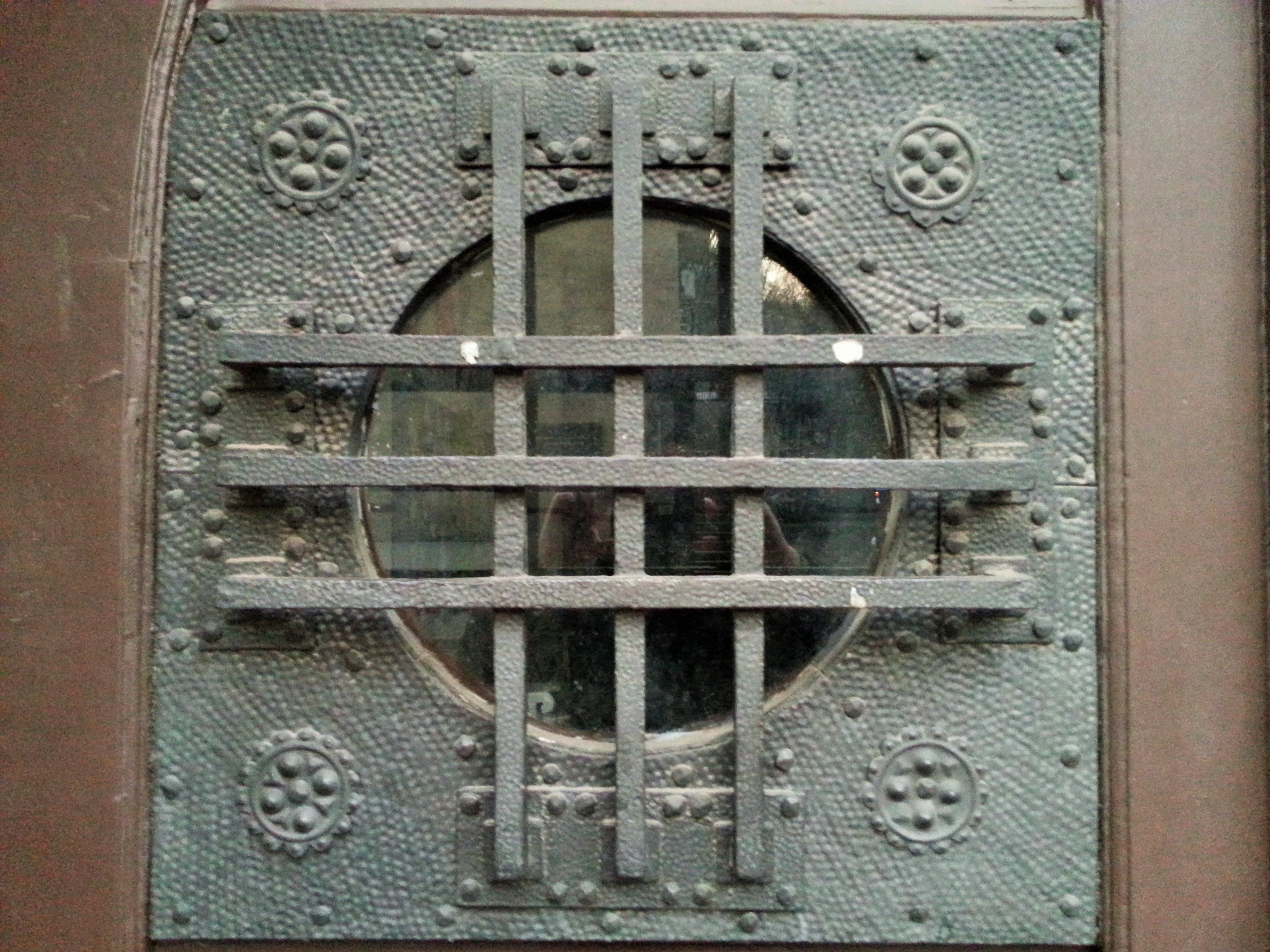
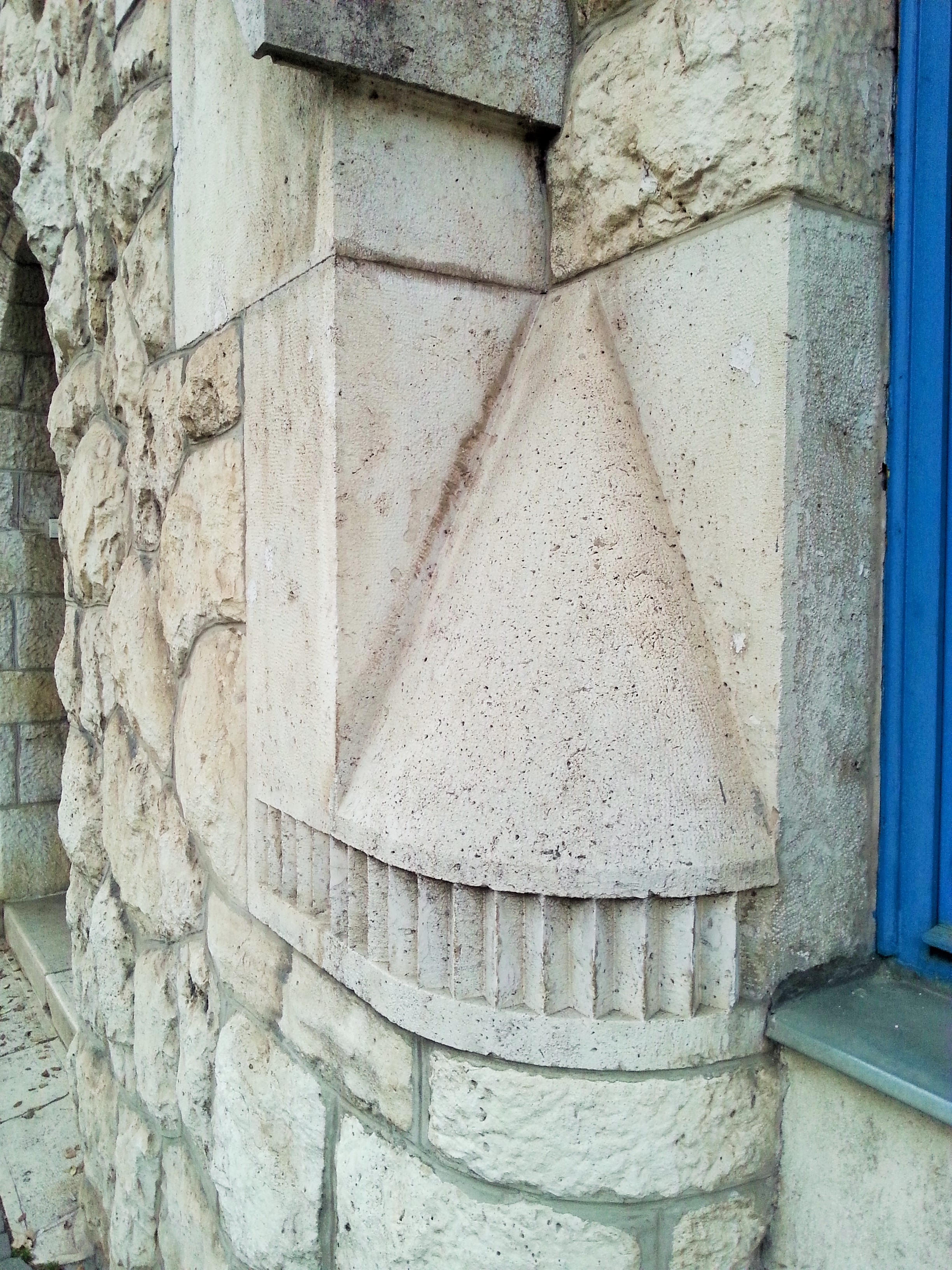

## Egyéb irodalom
- A Városmajor utcai Kós Károly Ének-zene Tagozatos Általános Iskola In: Rosch Gábor: Hegyvidéki épületek. A XII. kerület középületei, iskolái, kórházai, szállodái, templomai, Hegyvidék Lapkiadó, Budapest, 2005, ISBN 963-216-763-5, 54-58. o.